# Knight Rider (serie televisiva 2008)
Knight Rider è una serie televisiva statunitense trasmessa da NBC tra la fine del 2008 e l'inizio del 2009.
La serie è il sequel della serie degli anni ottanta Supercar, ed è stata creata dopo l'omonimo film per la televisione Knight Rider, trasmesso il 17 febbraio 2008.
A causa dei bassi ascolti e delle critiche non positive, nel dicembre 2008 la NBC ha deciso di non rinnovare la serie per una seconda stagione.

## Trama
Venticinque anni dopo le avventure di Michael Knight, suo figlio Mike Traceur (che più tardi cambia nome in Mike Knight) diventa il pilota della nuova generazione di KITT, una Shelby Mustang GT500 KR.

## Episodi
| Stagione       | Episodi | Prima TV originale | Prima TV Italia |
| -------------- | ------- | ------------------ | --------------- |
| Prima stagione | 17      | 2008-2009          | 2009            |

## Citazioni
- Nel 17º episodio della serie, ovvero l'ultimo, quando Billy va a salvare Mike dai militari, si presenta travestito da tenente e dice al colonnello, che tiene in custodia Mike, di chiamarsi Templeton Benedict. Questo è un chiaro riferimento alla serie televisiva A-Team, in quanto Templeton è il vero nome di "Sberla" (Templeton Peck), mentre Benedict fa riferimento al vero nome dell'attore che lo impersonava, Dirk Benedict. Inoltre "Sberla" nella serie era solito travestirsi - come in questo caso Billy - da militare, o in altro, se necessario per portare a termine i piani della squadra.
- Nell'episodio Il Cavaliere dell'Iguana Alex Torres dà a Mike e Zoe i nomi di copertura "Devon" e "Bonnie", che sono i protagonisti della serie degli anni ottanta.
- Nell'episodio pilota Prometeo oltre a vedere alcune parti della Pontiac Trans AM del 1982 usata per la serie precedente si vede anche l'auto (minuto 4.22), come la targa "KNIGHT" e il volante con la scritta "Knight Two Thousand"
- Nell'episodio pilota Prometeo Sarah trova Mike a Las Vegas al Montecito, Hotel/casinò di fantasia sede principale delle avventure della serie TV Las Vegas prodotta sempre dalla NBC.